# Stony Brook
Stony Brook är en så kallad census-designated place i Brookhavens kommun i Suffolk County på Long Island i delstaten New York. Vid 2010 års folkräkning hade Stony Brook 13 740 invånare. Stony Brook är säte för Stony Brook University.